# Gallen-Sumach
Der Gallen-Sumach (Rhus chinensis) ist ein großer Strauch oder kleiner Baum mit gefiederten Blättern, die sich im Herbst rot färben. Das Verbreitungsgebiet reicht von Indien und Indochina über China bis nach Japan und Indonesien. Die Art wird manchmal als Zierstrauch verwendet.

## Beschreibung

### Vegetative Merkmale
Der Gallen-Sumach bildet Sträucher oder Bäume, die eine Höhe von 2 bis 10 Metern erreichen. Die Baumkrone ist rundlich bis schirmförmig. Die Zweige sind rostrot behaart und mit Korkporen besetzt.
Die gestielten Laubblätter sind unpaarig gefiedert und bis 40 Zentimeter lang. Die teils rötliche Rhachis ist manchmal geflügelt, der Blattstiel ist teils rostrot behaart. Die selten fünf bis 13 sitzenden Blättchen sind eiförmig, elliptisch bis länglich, 6 bis 12 Zentimeter lang und 3 bis 7 Zentimeter breit und sie nehmen in der Größe zum Blattende hin zu. Die Oberseite ist dunkelgrün und spärlich behaart bis kahl, die Unterseite zeigt ein helleres Grün, sie ist glauk und dicht behaart. Die Basis des einzeln stehenden Blättchen ist gerundet bis keilförmig. Der Blättchenrand ist gezähnt, häufig gekerbt und das Ende spitz. Die seitlichen Blattadern und die netzartig verlaufenden Adern liegen an der Blattoberseite vertieft und stehen an der Unterseite hervor. Im Herbst färben sich die Blätter lebhaft rot.

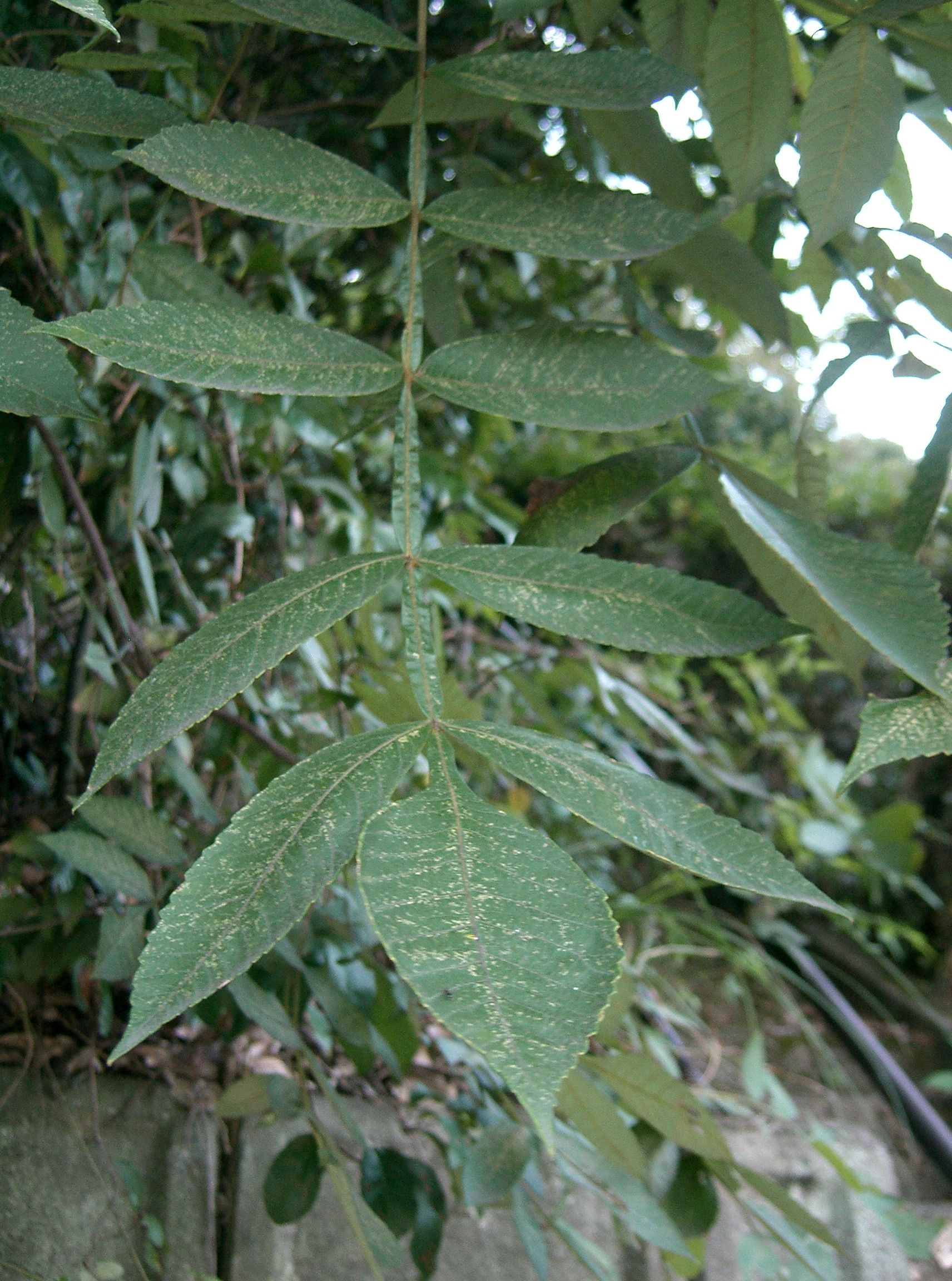
Blätter

Blattläuse wie hauptsächlich Schlechtendalia chinensis (Bell) und andere, verursachen gehörnte Gallen auf den Rhachisflügeln der Blättern. Gallen sind reich an Tanninen und wurden in China medizinisch verwendet. Die Gallen des Gallen-Sumachs deckten etwa 75 % des Bedarfs ab.

### Generative Merkmale
Der Gallen-Sumach ist zweihäusig getrenntgeschlechtlich diözisch. Die rispigen und endständigen Blütenstände sind reich verzweigt mit behaarter Rhachis. Die männliche Blütenstände sind 30 bis 40 Zentimeter lang, weibliche sind kürzer.
Die Blütenstiele sind etwa 1 Millimeter lang und kurz behaart. Die Blüten sind weiß. Männliche Blüten haben einen kurz behaarten Kelch mit lang eiförmigen, etwa 1 Millimeter langen Lappen mit bewimpertem Rand. Die Kronblätter sind verkehrt-eiförmig-länglich und etwa 2 Millimeter lang. Die Staubfäden sind etwa 2 Millimeter lang, die Staubbeutel sind eiförmig und etwa 0,7 Millimeter lang. Der Diskus ist ringförmig. Der Fruchtknoten ist zurückgebildet oder fehlt. Weibliche Blüten haben etwa 0,6 Millimeter lange Kelchlappen, die Kronblätter sind elliptisch-eiförmig und etwa 1,6 Millimeter lang. Die Staminodien sind stark zurückgebildet. Der Diskus ist ringförmig. Der Fruchtknoten ist etwa 1 Millimeter lang und dicht weiß behaart. Es werden drei Griffel gebildet, die Narbe ist kopfförmig.
Als Früchte werden rundliche, leicht zusammengedrückte Steinfrüchte gebildet, die Durchmesser von 4 bis 5 Millimeter haben, sowohl fein als auch drüsig behaart sind und sich bei Reife rot färben. Die Art blüht von August bis September, die Früchte reifen im Oktober.
Die Chromosomenzahl beträgt 2n = 30.

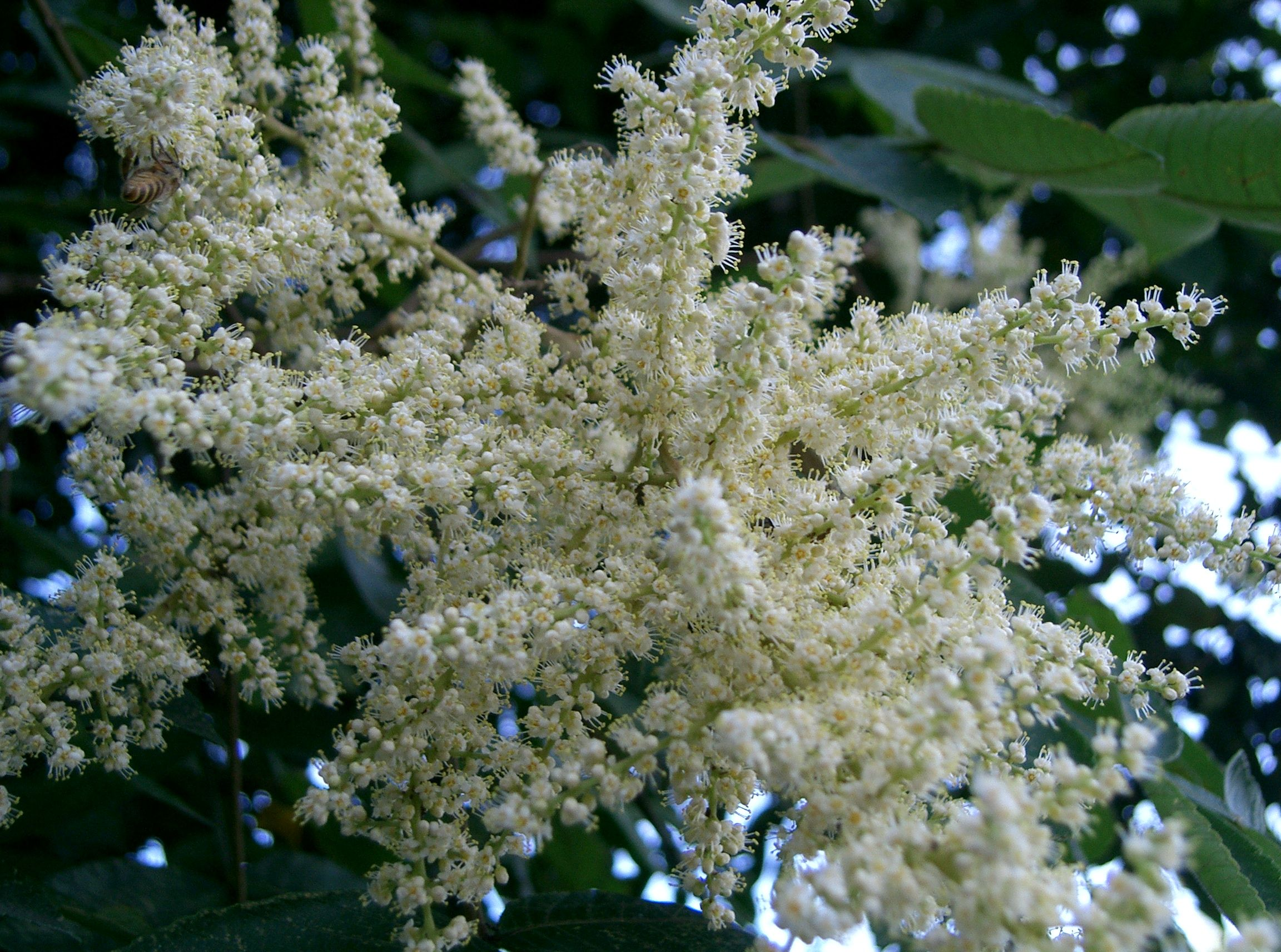
Blütenstand

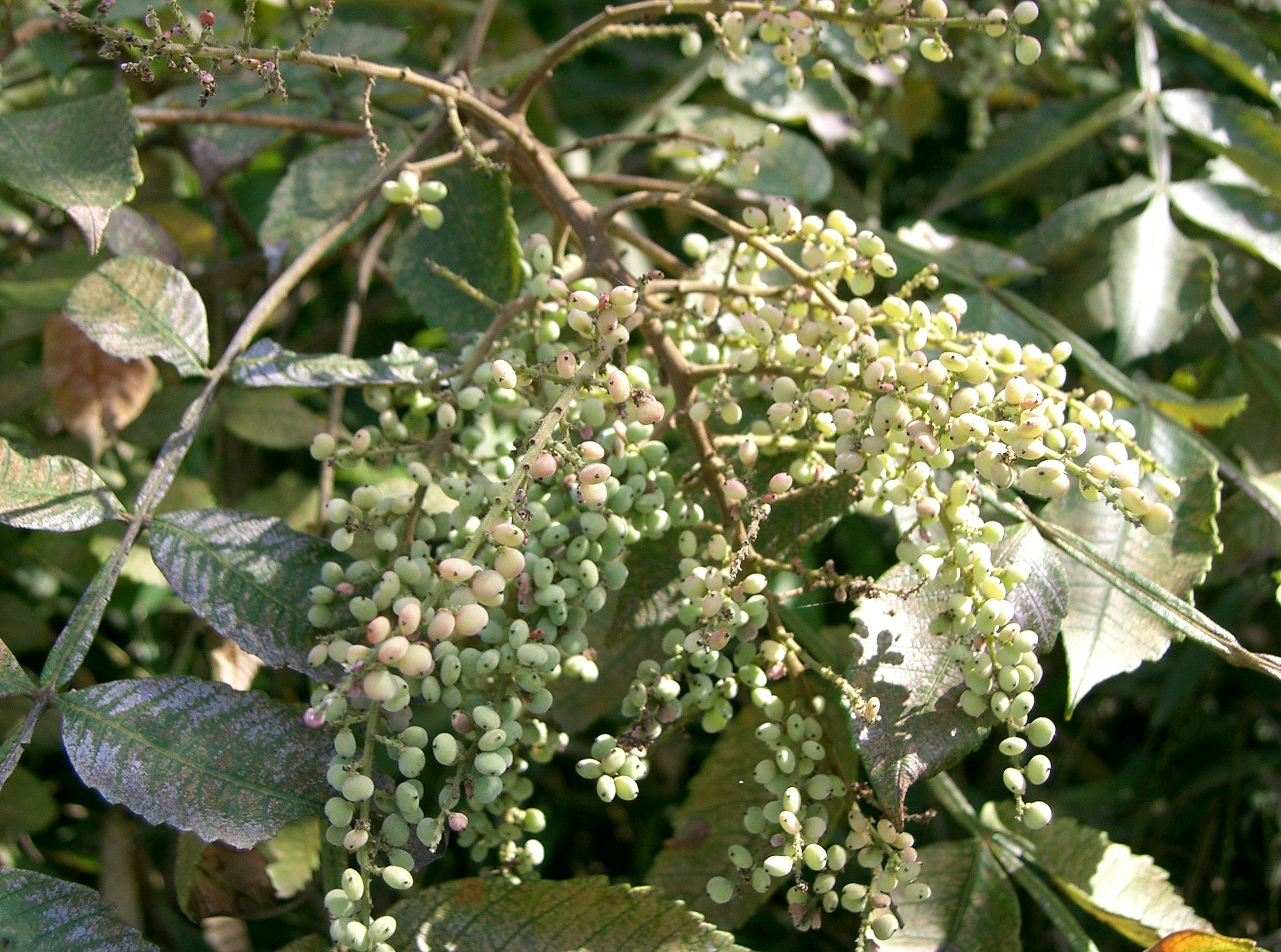
Fruchtstand mit nicht ausgereiften Früchten

## Verbreitung und Ökologie
Das natürliche Verbreitungsgebiet liegt in China (in den Provinzen Guangdong, Guangxi, Guizhou, Hunan, Jiangxi, Sichuan und Yunnan), auf Taiwan, in Bhutan, Kambodscha, Laos, Indien, Indonesien (auf Sumatra), Japan (auf Hokkaidō, Honshū, Kyūshū, Shikoku und den Ryūkyū-Inseln), in Korea, in Malaysia, Singapur, Thailand und Vietnam. Er kommt heute auch in der Türkei vor. In China wächst die Art in Wäldern im Tiefland, auf Hügeln und im Gebirge, in Dickichten und entlang von Flüssen in Höhen von 100 bis 2800 Meter. Das Verbreitungsgebiet wird der Winterhärtezone 7b zugerechnet mit mittleren jährlichen Minimaltemperaturen zwischen −14,9 °C und −12,3 °C (5 bis 10 °F).

## Systematik
Der Gallen-Sumach (Rhus chinensis) ist eine Art aus der Gattung Rhus in der Familie der Sumachgewächse (Anacardiaceae). Er wurde 1768 vom englischen Gärtner Philip Miller im Gardeners Dictionary erstmals wissenschaftlich beschrieben. Synonyme der Art sind Rhus amela D.Don, Rhus javanica var. chinensis (Mill.) T.Yamaz., Rhus osbeckii Steud., Rhus semialata Murray und Schinus indicus Burm.f. sowie Toxicodendron semialatum (Murray) Kuntze.
Es werden zwei Varietäten unterschieden:
- Rhus chinensis var. chinensis: Die Blattspindel ist geflügelt. Die Varietät blüht von Juni bis August, die Früchte reifen von September bis November.[10]
- Rhus chinensis var. roxburghii (Candolle) Rehder: Die Blattspindel ist nicht geflügelt. Die Varietät blüht von August bis September, die Früchte reifen von Oktober bis Dezember. Sie kommt nur in China und Taiwan vor.[11]

## Verwendung
Die Art wird manchmal aufgrund der dekorativen Blüten und der bemerkenswerten Früchte als Zierstrauch verwendet.
Die Gallen der Blätter werden zum Gerben und Färben verwendet.